# Раттісцель
Раттісцель (нім. Rattiszell) — громада в Німеччині, розташована в землі Баварія. Підпорядковується адміністративному округу Нижня Баварія. Входить до складу району Штраубінг-Боген. Складова частина об'єднання громад Штальванг.
Площа — 22,16 км2. Населення становить 1500 ос. (станом на 31 грудня 2020).

## Галерея

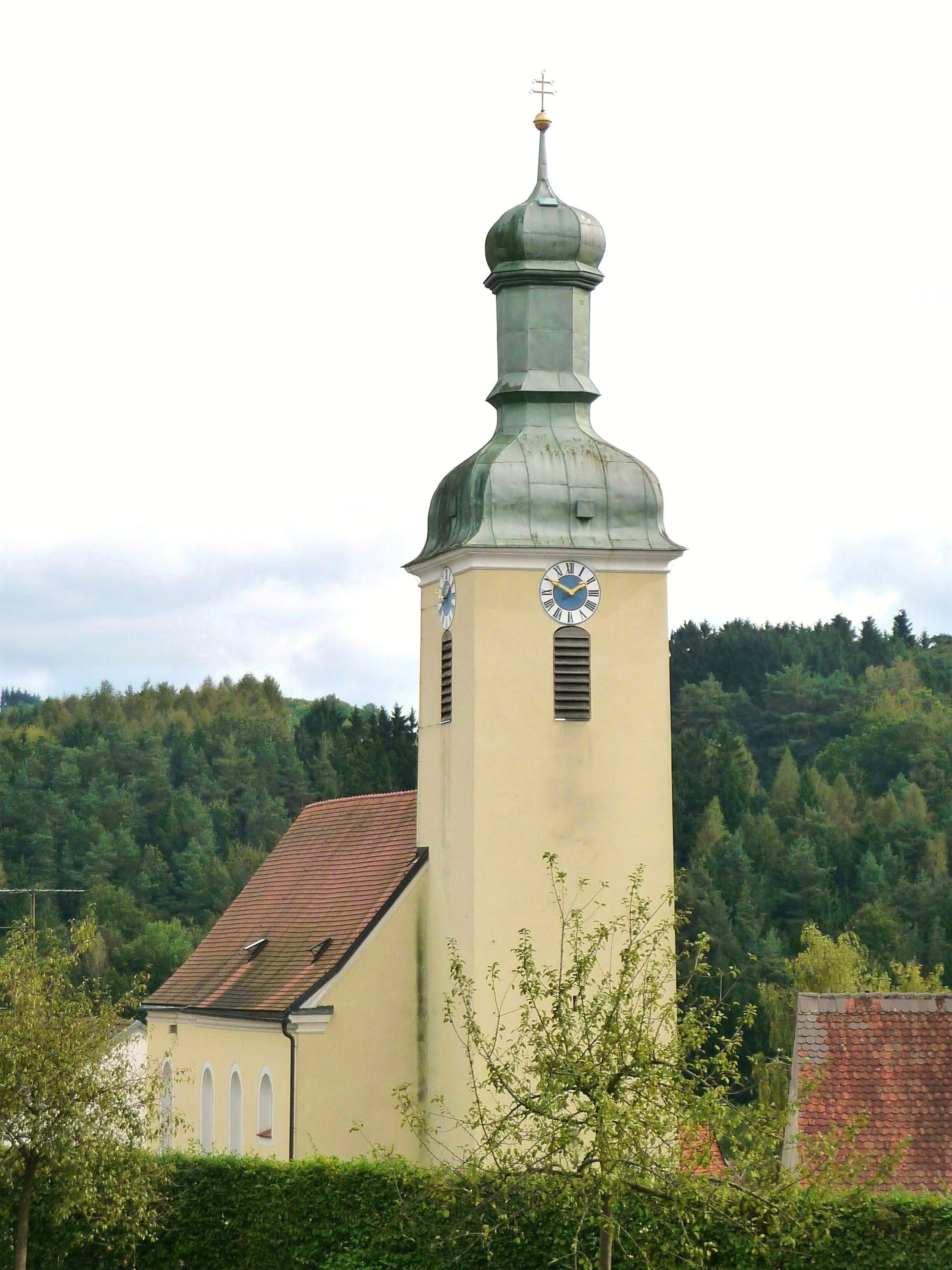